# Halper László
Halper László (Budapest, 1966. december 12. –) gitáros, zenész dinasztia tagja, a Band of Gypsys Reincarnation együttes alapítója.

## Életpályája
Állítólag édesanyja családjában visszamenőleg 300 évre minden férfi zenész volt. Nagyapja Mágó Károly a híres prímás, akinek 1932-ben Görögországban több lemeze is megjelent a Columbia kiadónál, dédapja tárogatózenész, aki az Állami Operaházban játszott.
Halper László ötévesen kezdett hegedülni, majd 13 éves korában egy fekete bluesgitáros hatására a gitárra váltott. 20 évesen felvették a jazz-konziba, ahol Babos Gyula volt a tanára. 1991-ben friss diplomával Kőszegi Imre zenekarába került, de még ebben az évben folytatta tanulmányait a bécsi amerikai iskolában, az American Institute of Music-ban. Itt bekerült a basszusgitár tanár Angus Thomas zenekarába (Culture Kings), aki olyan világsztárokkal játszott, mint Miles Davis, Buddy Miles. Ezzel párhuzamosan a Starting Points nevű zenekarával koncertezett.
1995-ben tanulmányútra ment Ausztráliába, ahol megismerkedett, valamint együtt játszott Orszáczky Jackie-vel. Sydneyben ismerkedett meg John Scofield-el is. Még ebben az évben (1995-ben) játszott egy CD-n, amelyre a Bluseum kiadó kérte fel, ez volt az első bemutatkozó kiadványuk Bluseum címmel. Saját zenekara mellett 2 évig dolgozott Deák Bill Gyulával is. 2002-ben jelent meg első önálló CD-lemeze Urban Noises címmel. Ezután ezen a néven együttest alapított (Kosztyu Zsolt – basszusgitár, Paczkó János – billentyűs hangszerek, szemplerek). Az Urban Noises együttessel 2004-ben jelentette meg Gray Days című lemezét, melyen Orszaczky Jackie is közreműködött. A lemezbemutató koncert 2004 nyarán a Millenáris Theátrumban volt. Későbbiekben az Urban Noises két állandó vendéggel bővült – Kathy Horváth Lajos – hegedű és a Sierra Leone-i Alfred Sankoh – percussion.
2006-ban alapította Off Abbey Road nevű zenekarát, amellyel – Beatles és Jimi Hendrix számokat játszik jazz feldolgozásban. Tagok: Kőszegi Imre – dob, Orbán György – bőgő, Lakatos Gyula – zongora. Ezzel egy időben hozta létre az Off Abbey Road Acoustic együttest, ebben egy vonósnégyes és Mogyoró Kornél (percussion) játszik.
Legújabb formációja a Band of Gypsys Reincarnation melynek repertoárján elsősorban Jimi Hendrix számok jazz feldolgozása szerepel. A zenekar tagjai Kőszegi Imre – dob, Oláh Péter – bőgő, Lukács Miklós – cimbalom és Fekete István – trombita.

## Rádiózás
Rádiózni 2002-ben az egykori Rádió C-ben kezdett mint szerkesztő, műsorvezető. Első sorozatának Zenészlegendák volt a címe, melyben legendás roma zenészeknek állított emléket (többek között Mágó Károly, Bacsik Elek, Banyák Kálmán). A sorozatban bemutatott zenészekről 2004-ben könyvet is megjelentetett azonos címmel. A sorozatban elhangzó legjobb felvételek 2007-ben jelentek meg CD-lemezen Legendás romazenészek felvételei címmel. Egyéb műsorai itt a Zenetárla és a Sun Csak volt. 
Jelenleg a Klubrádióban hallható Jazzteszt c. műsora minden vasárnap 20.05-perctől.
Közreműködött a Széttört álmok című könyv megírásában is, amely a Syrius együttes hiteles történetét dolgozza fel.

## Zenekarok
- ÉS Együttes – 1988
- Starting Points 1993–1996
- Urban Noises
- Off Abbey Road Acoustic
- Off Abbey Road
- Band of Gypsys Reincarnation

## Kiadványok

### Lemezek
- Band of Gypsys Reincarnation
- Urban noises
- Gray Days
- Legendás Roma Zenészek Felvételei
- Jazz Pop Rock gitárszólók = http://nektar.oszk.hu/hu/manifestation/3730408

### Könyv
- Zenészlegendák. Legendás történetek legendás romazenészekről; szerzői, Bp., 2004 (könyvborító)
- Zenészlegendák. Legendás történetek legendás romazenészekről; 2. bőv., átdolg. kiad.; FROKK, Bp., 2013
- Zenészlegendák II. Legendás zenészek történetei az Új Rákfogótól a Kis Rákfogóig; FROKK, Bp., 2014
- Zenészlegendák III. Legendás rockzenészek legendás történetei; FROKK, Bp., 2015

## További információ
- Interjú a Gitár Magazin 2008. téli számában: 1., 2., 3., 4.